# Frumence d'Aksoum
 (novembre 2015).
Si vous disposez d'ouvrages ou d'articles de référence ou si vous connaissez des sites web de qualité traitant du thème abordé ici, merci de compléter l'article en donnant les références utiles à sa vérifiabilité et en les liant à la section « Notes et références ».
Frumence ou Frumentius (ou Frēmnāṭōs en ge'ez), né à Tyr vers 315 et mort entre 380 et 383 à Aksoum, est le fondateur de l'Église chrétienne d'Éthiopie, deuxième pays chrétien après l'Arménie, et le premier évêque d'Aksoum. D'origine syrienne et de culture grecque, il fut esclave du roi Ella-Amida. Après la mort du roi, la reine fit de Frumentius le précepteur de son fils Ezana qu'il convertit au christianisme.
Il est appelé Abba Salama (le « Père de la paix ») ou Kassate Berhan (le « Révélateur de la lumière ») dans la tradition éthiopienne.

## Biographie
Son histoire est racontée dans l'Histoire ecclésiastique de Rufin d'Aquilée (I, 9 ; récit repris par Socrate le Scolastique, I, 19 ; par Sozomène, II, 24 ; par Théodoret de Cyr, I, 22). Son oncle, le philosophe Mérope de Tyr, décida de se rendre en Inde à l'exemple de Métrodore, que ses voyages en ces contrées lointaines avait rendu célèbre sous le règne de Constantin. Il se fit accompagner par ses deux neveux, Frumence lui-même et son frère Édèse (Édèsius, connu aussi sous le nom de Sydracos), qui étaient encore tout jeunes adolescents. Mais comme ils étaient sur le chemin du retour, ils eurent la malchance de faire halte dans un port du royaume d'Aksoum dans une période de rupture de trêve entre ce royaume et les Romains. Leur navire fut assailli, l'équipage et Mérope lui-même massacrés, Frumence et Édèse épargnés en raison de leur jeune âge et conduits chez le roi. Celui-ci fit d'Édèse son échanson et de Frumence, dont il remarqua l'intelligence et les connaissances, son secrétaire. Les deux frères occupèrent bientôt une place éminente au palais royal, et quand le roi mourut, il les affranchit.
Mais la reine veuve devait affronter une régence difficile, et elle les supplia de rester auprès d'elle comme les seuls à qui elle pouvait se fier. Frumence assuma donc le gouvernement pendant la minorité du roi Ezana. C'est à cette époque qu'il commença à organiser le culte chrétien dans le royaume, au bénéfice notamment des commerçants originaires de l'Empire romain qui y résidaient ; il y fit construire les premières églises. Quand le roi Ezana atteignit sa majorité, les deux frères, malgré toutes les supplications du roi et de sa mère, décidèrent de rentrer au pays.
Édèse se hâta de regagner Tyr pour embrasser ses proches. Mais Frumence ne songeait qu'à son devoir religieux, et à l'obligation de mener à terme la conversion de l'Éthiopie. Il se rendit à Alexandrie pour y rencontrer l'archevêque Athanase (alors, précise Rufin, au début de son épiscopat), lui décrivit les germes d'évangélisation qu'il avait semés, les communautés chrétiennes qui n'attendaient plus qu'un pasteur, et lui suggéra de nommer un évêque. Athanase, présidant un concile réuni sur cette question, lui répondit qu'il était le plus à même de remplir cette mission. Il l'ordonna et le renvoya à Aksoum. Rufin précise pour terminer qu'il avait recueilli cette histoire de la bouche d'Édèse qui était devenu prêtre par la suite.
On possède sur Frumence un autre témoignage indépendant datant du IVe siècle, qui vient d'Athanase d'Alexandrie lui-même : expulsé de son siège en février 356 par les hommes de l'empereur Constance II et en fuite, il écrivit cette année-là, dans la clandestinité, une Apologie pour Constance, où il cite une lettre adressée par l'empereur au roi Ezana et à son frère Saizana (en) pour qu'ils renvoient Frumence à Alexandrie afin qu'il reçoive une nouvelle instruction de la part de l'archevêque arien substitué à Athanase, Georges de Cappadoce.
Ces diverses données posent le problème de l'établissement d'une chronologie des événements. Rufin affirme qu'Athanase avait été « récemment » (nuper) promu à l'épiscopat quand il reçut la visite de Frumence ; or, il fut consacré le 8 juin 328. On en a traditionnellement déduit que le voyage malheureux de Mérope avait dû avoir lieu au début des années 310 environ. Mais Le Nain de Tillemont faisait déjà observer que cette chronologie ne s'accorde pas avec ce qu'on sait du philosophe Métrodore, dont Mérope aurait suivi l'exemple : d'après saint Jérôme, Ammien Marcellin et l'historien byzantin Georges Cédrène, son retour d'Inde, qui le rendit célèbre, date des années 326/328 (en tout cas après 324, puisqu'il fut reçu par l'empereur Constantin, qui ne régna sur l'Orient qu'à partir de cette date). D'autre part, les termes de la lettre de Constance II citée par Athanase en 356 paraissent impliquer une ordination assez récente de Frumence. Et si Rufin s'est entretenu personnellement avec Édèse, ce ne peut être qu'après 373, date de son arrivée en Orient. Tout cela plaide pour une chronologie légèrement plus tardive : Frumence a plutôt été ordonné par Athanase peu après le second rétablissement de celui-ci en octobre 346, et le voyage de Mérope serait plutôt à placer au début des années 330.
Frumence est fêté le 27 décembre par Église orthodoxe éthiopienne, le 20 juillet par l'Église catholique, le 30 novembre par l'Église orthodoxe, et le 18 décembre par les Églises orthodoxes orientales.